# Vasili Bojsman

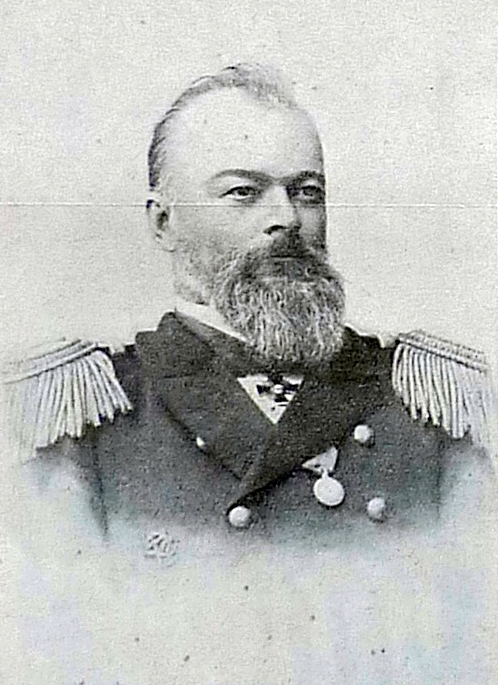
V. A. Boisman

Vasili Arsenjevitsh Bojsman (Russisch: Василий Арсеньевич Бойсман) (15 januari 1855 - Matsuyama, 8 september 1905) was een Russisch kapitein.

## Opleiding
Bojsman werd geboren in een gezin van tot het christendom bekeerde joden en was de zoon van een voormalig kantonist. Hij kreeg de kans om naar de morskoj korpoes (opleiding voor cadetten) te gaan doordat zijn broer N.A. Bojsman de positie van onderhoofd van de afdeling politie van de MVD had bereikt. In 1875 studeerde hij af aan de morskoj korpoes en in 1880 aan de klas voor mineur-officier.

## Baltische Vloot
Hij diende tot 1886 in de Baltische Vloot, waar hij eerst als gardemarin (cadet) aan boord ging van de kanonneerboot Roesalka. In de herfst van 1875 ging hij aan boord van het fregat Krejser voor een reis rond de wereld en werd tijdens deze reis bevorderd tot mitsjman (adelborst).
Bij terugkeer in 1877 diende hij een tijdlang als inspecteur op het korvet Giljak en werd vervolgens uitgestuurd naar de Verenigde Staten om er op het schip Asia te dienen, een van de drie koopvaardijschepen die in 1878 door Rusland in de VS was gekocht om deze om te bouwen tot kruisers. Hij werd hier aangesteld onder kapitein-luitenant Fjodor Avelan. Bij terugkeer diende hij van 1880 tot 1886 als mineur officier op verschillende schepen.

## Russische Verre Oosten
Van 1886 tot 1887 reisde hij op de schoener Aleoet onder kapitein 2e rang A. Perenago naar de Grote Oceaan. Vanaf 1887 diende hij vervolgens in het Russische Verre Oosten, waar hij vrijwillig op het Siberische flottielje verbleef. Van 1889 tot 1890 was hij bevelhebber op de torpedobootjager Soetsjena en van 1890 tot 1892 hoofdmineur en kanonnier van de haven van Vladivostok. In 1891 verkreeg hij de rang van kapitein 2e rang en omdat er toen gebrek bestond aan kapiteins voerde hij ook het bevel over de haventransportschepen Jakoet en Toengoes en de havensleepboot Silatsj (zijn andere schepen waren de mijnenveger Vsadnik en de kanonneerboot Bobr).
Van 1891 tot 1892 was hij hoofd van het toezichtstation en van 1892 tot 1895 oudste officier op de Bobr. Vervolgens leidde hij in 1896 een jaar lang een school voor mineurs, was hij van 1896 tot 1897 gezaghebber op de Aleoet, van 1897 tot 1898 op de Bobr, in 1898 op de Vsadnik en van 1898 tot 1899 op de kruiser Gajdamak. Van 1895 tot 1898 was hij betrokken bij hydrografische werken rond de kusten van het Koreaans Schiereiland, de zeeën van de Grote Oceaan en de Baai van Peter de Grote.

## Port Arthur
Vervolgens was hij van 1899 tot 1900 eerste officier van de haven van Port Arthur en voerde hij van 1900 tot 1902 het bevel over de kanonneerboten en torpedoboten van Port Arthur. In deze periode nam hij deel aan de Russische interventiemacht tegen de Bokseropstand (1900-1901). Van april 1902 tot 29 juli 1904 voerde hij het bevel over het eskaderpantserschip Peresvet. In 1904 werd hij onderscheiden met de Orde van Sint-Vladimir 3e klasse met zwaarden.
Tijdens de Belegering van Port Arthur raakte Bojsman op 29 juli 1904 zwaargewond en werd vervolgens verpleegd in het zeeziekenhuis van Port Arthur. Tijdens de Belegering van Port Arthur besloot hij niet mee te gaan tijdens de evacuatie, maar zich over te geven aan de Japanners met de woorden
"Als mijn zeelieden gevangen worden genomen, dan blijf ik als bevelhebber met hen. Ik vertrek niet."
 Hij werd gevangengenomen en overgebracht naar de Japanse stad Matsuyama, waar hij overleed aan zijn verwondingen. Hij werd door de Japanners met militaire eer begraven met een erewacht van Japanse zeelieden en kolonel Kono en generaal Okabe namen afscheid van hem. In 1906 werd hij begraven op de Pokrovski-begraafplaats van Vladivostok. In 1994 werd een monument voor hem opgericht in de Japanse stad Shikoku.
Naar hem zijn een zandbank en een bocht in de Baai van Peter de Grote vernoemd. Ook een eiland voor de kust van Korea werd naar hem vernoemd, maar heeft sindsdien een andere naam gekregen.